# Thietmar van Merseburg (bisschop)

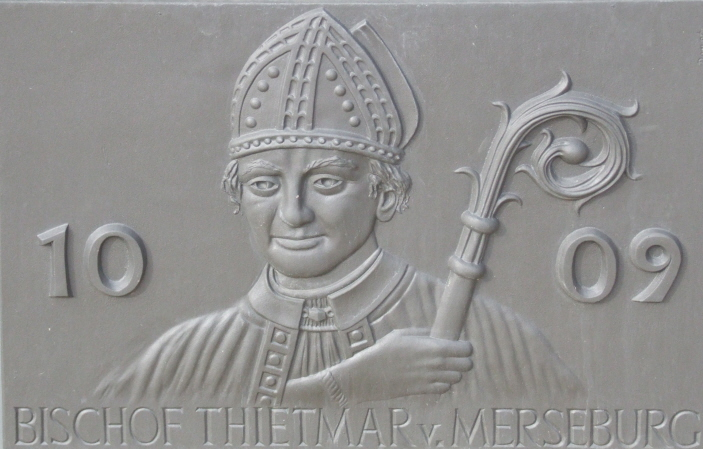
afbeelding van bisschop van Thietmar van Merseburg op de stadsbron in de stad Tangermünde

Thietmar van Merseburg (ook "Dietmar" of "Dithmar") (25 juli 975 - waarschijnlijk in Merseburg, 1 december 1018) was bisschop van het bisdom Merseburg. Zijn geschriften zijn een belangrijke historische bron voor de Ottoonse tijd.
In 1015 startte Thietmar van Merseburg de bouw van de Dom van Merseburg. De dom werd in 1021 ingewijd in aanwezigheid van keizer Hendrik II.

## Leven
Thietmar was een zoon van Siegfried van Walbeck. Hij was familie van de Otto I de Grote. Hij werd opgeleid in Quedlinburg en Maagdenburg. Daarna werd hij in 1002 proost van de abdij van Walbeck en zeven jaar later, in 1009, bisschop van Merseburg. Hij nam deel aan de politieke gebeurtenissen van zijn tijd; in 994 was hij enige tijd gijzelaar in handen van de Noormannen. Hij was niet onbekend met het voeren van oorlog.
Hij overleed op 1 december 1018 en werd later begraven in de Dom van Merseburg.

## De kronieken van Thietmar

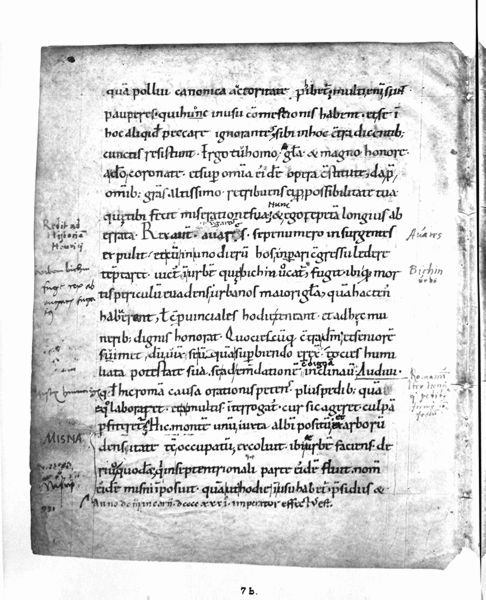
Pagina uit de kronieken van Thietmar

Tussen 1012 en 1018 schreef Thietmar zijn Chronicon of Kroniek in acht boeken. De kroniek bespreekt de gebeurtenissen in de periode van 908 tot 1018. Voor het eerste deel maakte hij gebruik van Widukind van Corveys Res Gestae Saxonicae, de Annales Quedlinburgenses en andere bronnen; het laatste deel is contemporain en het resultaat van persoonlijke kennis van de gebeurtenissen. 
De Latijnse stijl en de compositie van Thietmar zijn niet van hoog niveau, vooral omdat, zoals het originele manuscript laat zien, Thietmar tot na de voltooiing van de kroniek wijzigingen en toevoegingen bleef aanbrengen. Evenmin maakt hij altijd onderscheid tussen wat wij tegenwoordig belangrijke en onbelangrijke gebeurtenissen vinden.
De kroniek is niettemin een uitstekende autoriteit over de geschiedenis van Saksen tijdens de regeerperiode van keizer Otto III en keizer Hendrik II. Geen enkele vorm van informatie blijft onaangeroerd, maar de meest volledige details gaan over het bisdom Merseburg en de oorlogen tegen de Wenden en de Polen. 
Het originele manuscript werd in 1570 naar Dresden verplaatst. Toen deze stad in de Tweede Wereldoorlog tijdens het Bombardement op Dresden werd verwoest, raakte het manuscript zwaar beschadigd. Slechts enkele folio's bleven intact. Gelukkig werd in 1905 een complete facsimile-uitgave gepubliceerd door L. Schmidt (Dresden, 1905). 
Thietmars bewering dat het kruis van Gero in de Dom van Keulen in  opdracht van aartsbisschop Gero van Keulen (gestorven in 976) was vervaardigd, werd aanvankelijk door kunsthistorici verworpen. Zij dachten dat hij een ander kruis bedoelde. In de jaren twintig kwam men hier op terug. In 1976 werd Thietmar in zijn gelijk bevestigd met behulp van dendrochronologie.

## Nawerking

### Tekstoverlevering
De kronieken waren tot vrij onlangs in zijn oorspronkelijke codex bewaard gebleven. Het werk werd door acht schrijvers geschreven, wier werk door Thietmar voortdurend werd gecontroleerd. Thietmar bracht ook zelf verbeteringen aan en zette het werk zelfstandig voort. Vanaf 1091 tot 1570 bevond de codex van de kronieken zich in het klooster van Sint Peter. In 1570 kwam de codex naar Dresden (Mscr. Dresd. R. 147). Bij het Brits-Amerikaanse bombardement op Dresden in 1945 raakte de tekst zwaar beschadigd. Slechts een klein aantal pagina's bleven intact. Gelukkig was er echter in 1905 een facsimile van hoge kwaliteit vervaardigd.
Een overlevering van de kroniek is het zogenaamde Brusselse handschrift, een kopie uit de 14e eeuw. Dit is waarschijnlijk een door Thietmar zelf bewerkte versie, die via het jezuïetencollege Paderborn  in het bezit van Daniël van Papenbroeck in Antwerpen raakte en van daaruit in Brussel (Bruxell. 7503-18) belandde. Deze versie bevat ook een interpolatie uit de Abdij van Corvey

### Onderzoeksgeschiedenis
Het centrale belang van Thietmars kroniek heeft sinds de jaren 1950 tot grondig onderzoek geleid. In het bijzonder is de kennis van Thietmar voorstellingswereld en de overlevering en ontvangst van het werk duidelijk toegenomen. Fundamenteel voor het huidige Thietmar-onderzoek was de dissertatie van Helmut Lippelt uit het jaar 1973. Lippelt probeerde Thietmars standpunten uit te leggen aan de hand van zijn levensloop van Saksische gravenzoon tot rijksbisschop. Lippelts opvattingen over de geschiedenis van de graven van Walbeck, over Thietmars scholing, zijn geestelijke ontwikkeling en zijn recuperatiepolitiek als bisschop van Merseburg behouden tot de huidige dag hun geldigheid. Controversieel zijn echter Lippelts opvattingen over de adellijke kerkenmacht, het "Germaanse" eigenkerk-systeem, het "Ottoonse rijkskerkensysteem" en de "overlevering van het Ottoonse huis".

## Voetnoten
1. ↑  William Wattenbach, Robert Holtzman (ed.). Deutschlands Geschichtsquellen im Mittelalter. Die Zeit der Sachsen und Salier, Erster Teil: Das Zeitalter des Ottonischen Staates (900-1050), 4e editie, Darmstadt 1967, blz. 56
2. ↑   Met alle verdere verwijzingen Steffen Pätzold: Nachtrag In: Thietmar van Merseburg, Chronik, ed. van Werner Trillmich (Freiherr vom Stein-Gedächtnisausgabe 9), Darmstadt 2003, blz. 517-533, hier: blz. 519

- Bibsys: 97051126
- Biblioteca Nacional de España: XX1452837
- Bibliothèque nationale de France: cb145004449 (data)
- Digitale Bibliotheek voor de Nederlandse Letteren: mers010
- Gemeinsame Normdatei: 118757083
- International Standard Name Identifier: 0000 0001 1024 2124
- Library of Congress Control Number: nr90002217
- Nationale Bibliotheek van Letland: 000071824
- Nationale Bibliotheek van Tsjechië: jn19990008486
- Nationale Bibliotheek van Israël: 987007301679205171
- Nationale Bibliotheek van Polen: a0000001184015
- Nederlandse Thesaurus van Auteursnamen: 071351035
- Réseau des bibliothèques de Suisse occidentale: 02-A000161823
- LIBRIS: 248418
- SNAC: w65v45tb
- Système universitaire de documentation: 059617098
- Virtual International Authority File: 32792310
- WorldCat: E39PBJkXrddFm3FR7WktCHQKBP

## Vertaling
- Merseburgensis, Thietmar (1012-1018) en Warner, David A. (2001): Ottonian Germany. The Chronicon of Thietmar Of Merseburg. Translated and annotated by David A Warner. Manchester: Manchester

University Press (Engelse vertaling).
- Cédric Giraud en Benoît-Michel Tock, Rois, reines et évêques. L' Allemagne au Xe et XI siècle, 2009 (Franse vertaling).